# Emilie Grand’Pierre
Emilie Faith Grand’Pierre (ur. 3 maja 2001) – haitańska pływaczka specjalizująca się w stylu klasycznym, olimpijka.
Reprezentowała Haiti w konkurencji pływackiej na dystansie 100 metrów stylem klasycznym rozegranej w ramach Letnich Igrzyskach Olimpijskich 2020, które odbyły się w Tokio. W rundzie eliminacyjnej ukończyła konkurencję z czasem 1:14.82 i zajęła 37. miejsce. Nie dotarła do dalszych etapów rozgrywek.

## Życie prywatne
Jest siostrą Naomy Grand’Pierre, uczestniczki Letnich Igrzysk Olimpijskich 2016.